# Berrioplano
Berrioplano là một đô thị trong tỉnh và cộng đồng tự trị Navarre, Tây Ban Nha. Đô thị này có diện tích là 25,74 ki-lô-mét vuông, dân số năm 2007 là 2907 người.
Đô thị nằm ở độ cao m trên 456 mực nước biển.

## Biến động dân số
| Biến động dân số theo thời gian                           | Biến động dân số theo thời gian | Biến động dân số theo thời gian | Biến động dân số theo thời gian | Biến động dân số theo thời gian | Biến động dân số theo thời gian | Biến động dân số theo thời gian | Biến động dân số theo thời gian | Biến động dân số theo thời gian | Biến động dân số theo thời gian | Biến động dân số theo thời gian |
| 1996                                                      | 1998                            | 1999                            | 2000                            | 2001                            | 2002                            | 2003                            | 2004                            | 2005                            | 2006                            | 2007                            |
| --------------------------------------------------------- | ------------------------------- | ------------------------------- | ------------------------------- | ------------------------------- | ------------------------------- | ------------------------------- | ------------------------------- | ------------------------------- | ------------------------------- | ------------------------------- |
| 1 057                                                     | 1 038                           | 1 171                           | 1 213                           | 1 278                           | 1 345                           | 1 469                           | 1 641                           | 1 629                           | 2 347                           | 2 906                           |
| Nguồn: Berrioplano et instituto de estadística de navarra |                                 |                                 |                                 |                                 |                                 |                                 |                                 |                                 |                                 |                                 |